# Dorisol
Dorisol é uma rede hoteleira portuguesa que administra 10 hotéis, metade deles na Ilha da Madeira e metade no nordeste brasileiro, nas cidades de Recife, Fortaleza, Natal e Tamandaré. A expansão brasileira do grupo é recente, e envolveu a inauguração de novos empreendimentos mas também a incorporação de alguns já existentes. O investimento total no Brasil até o momento é de R$ 76 milhões.